# Horst Jankhöfer
Horst Jankhöfer (* 26. Januar 1942 in Sandersdorf) ist ein ehemaliger deutscher Handballspieler und Handballtrainer.
Der 1,82 Meter große Jankhöfer spielte für den SC Leipzig.
Im Aufgebot der Männer-Handballnationalmannschaft der DDR spielte Horst Jankhöfer bei den Olympischen Spielen 1972 in München und warf in vier Spielen für die Mannschaft der DDR vier Tore.
Nach seiner aktiven Laufbahn war er Handballtrainer. Er trainierte zunächst Einheit Halle-Neustadt (1. und 2. Liga), dann ZAB Dessau (1. und 2. Liga) und zuletzt die HG 85 Köthen von 1988 bis 1990, mit der er den Aufstieg in die DDR-Oberliga erreichte.

## Weblink
- Horst Janköfer in der Datenbank von Olympedia.org (englisch)